# Christopher Lewis (Musikwissenschaftler)
Christopher Orlo Lewis (* 1947; † 1992) war ein kanadischer Musikwissenschaftler.
Lewis unterrichtete an der University of Alberta. Sein Fachgebiet war die Tonalität der spät- und nachromantischen Musik. Er schrieb Artikel über Arnold Schoenberg und Gustav Mahler, darunter eine Studie über die Chronologie der Komposition der Kindertotenlieder und die Monographie Tonal Coherence in Mahler's Ninth Symphony. Sein Essay The Mind's Chronology: Narrative Times and Tonal Disruption in Post-Romantik Music erschien 1996 in The Second Practice of Nineteenth-Century Tonality.